# Villelongue-dels-Monts
Villelongue-dels-Monts is een gemeente in het Franse departement Pyrénées-Orientales (regio Occitanie). De plaats maakt deel uit van het arrondissement Céret. Villelongue-dels-Monts telde op 1 januari 2022 1.917 inwoners.

## Geografie
De oppervlakte van Villelongue-dels-Monts bedroeg op 1 januari 2022 11,55 vierkante kilometer; de bevolkingsdichtheid was toen 166 inwoners per km².

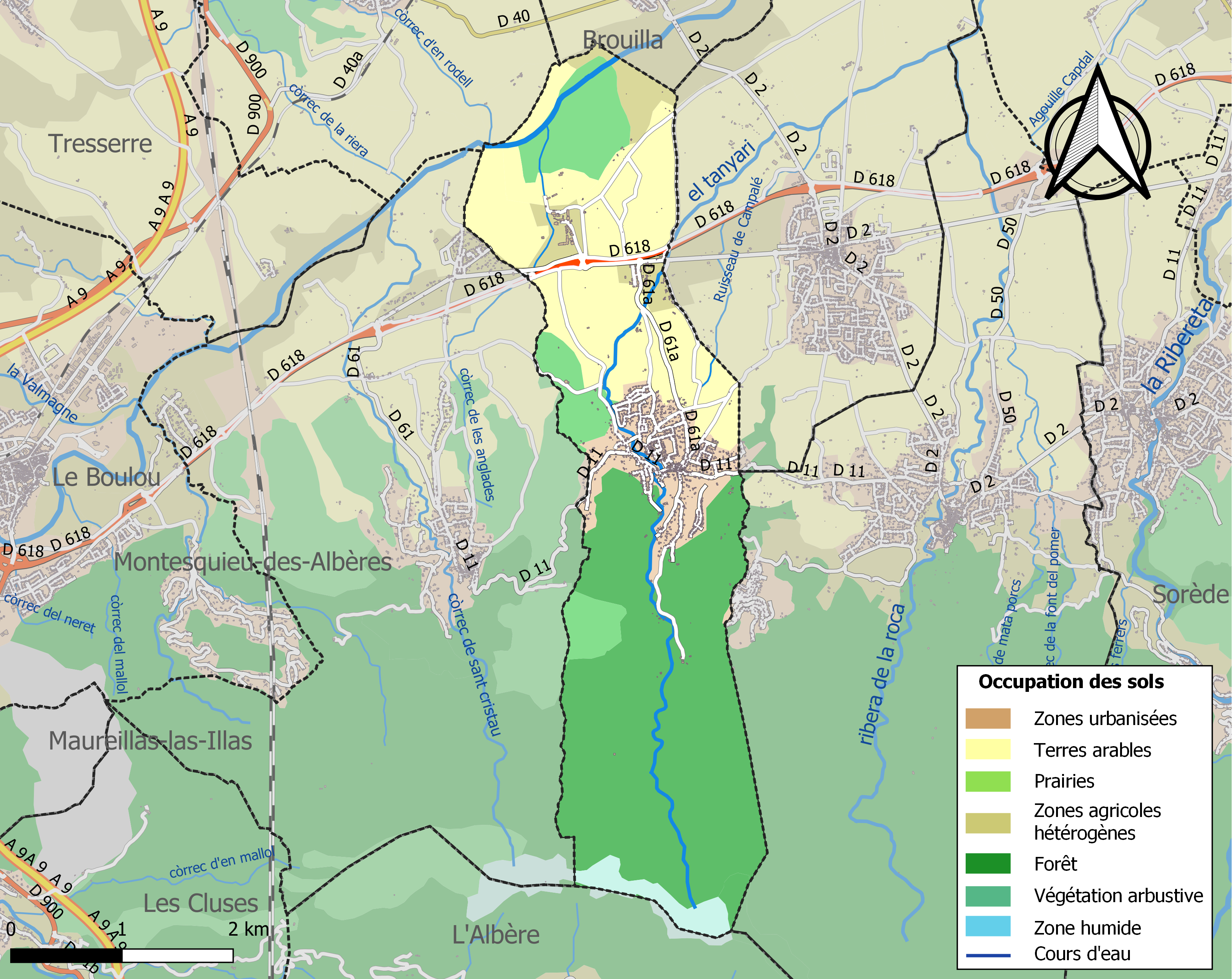
Kaart van de gemeente met de belangrijkste infrastructuur, bodemgebruik en omliggende gemeenten

## Demografie
Onderstaande figuur toont het verloop van het inwonertal (bron: INSEE-tellingen).

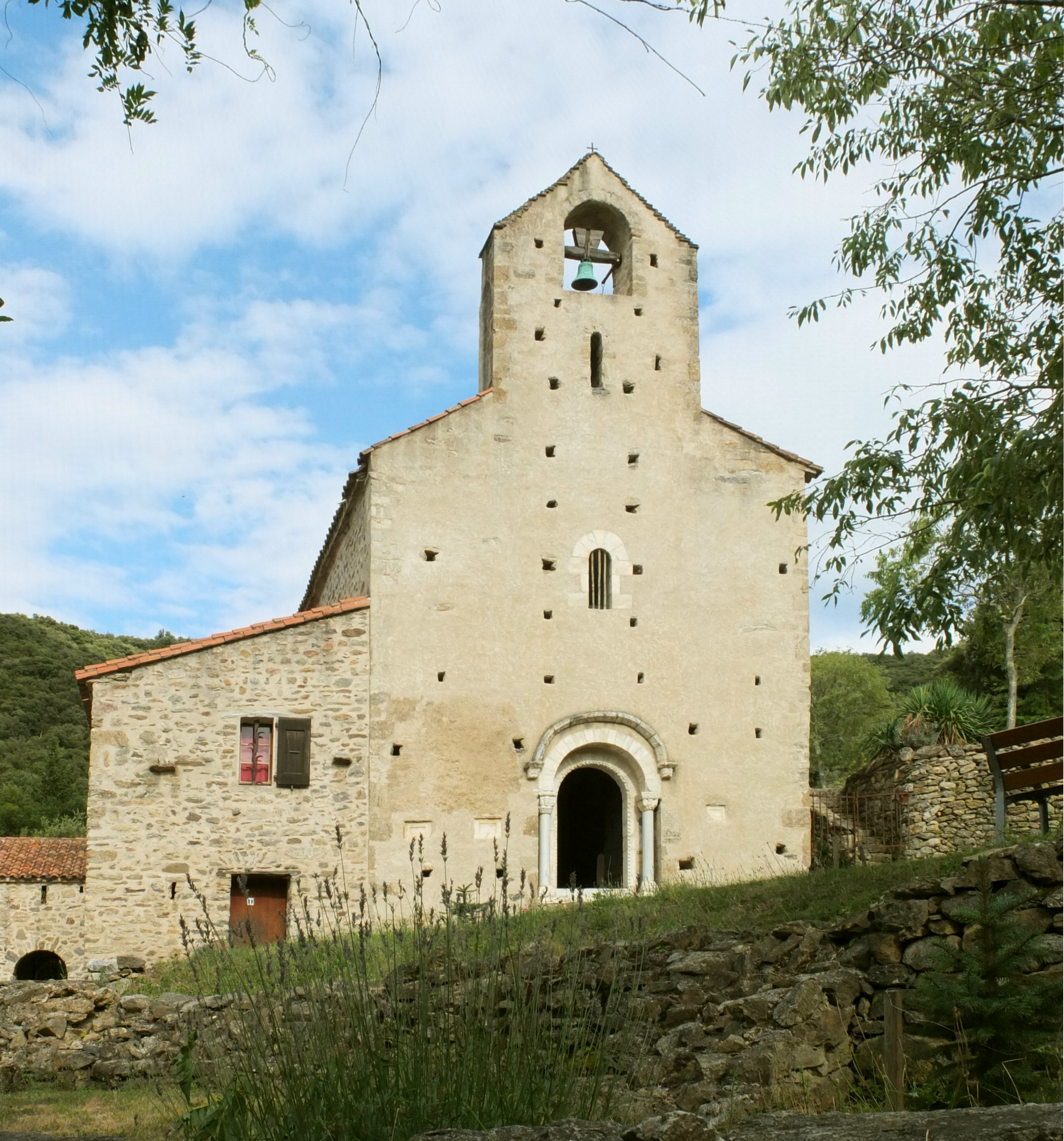
Santa Maria del Vilar
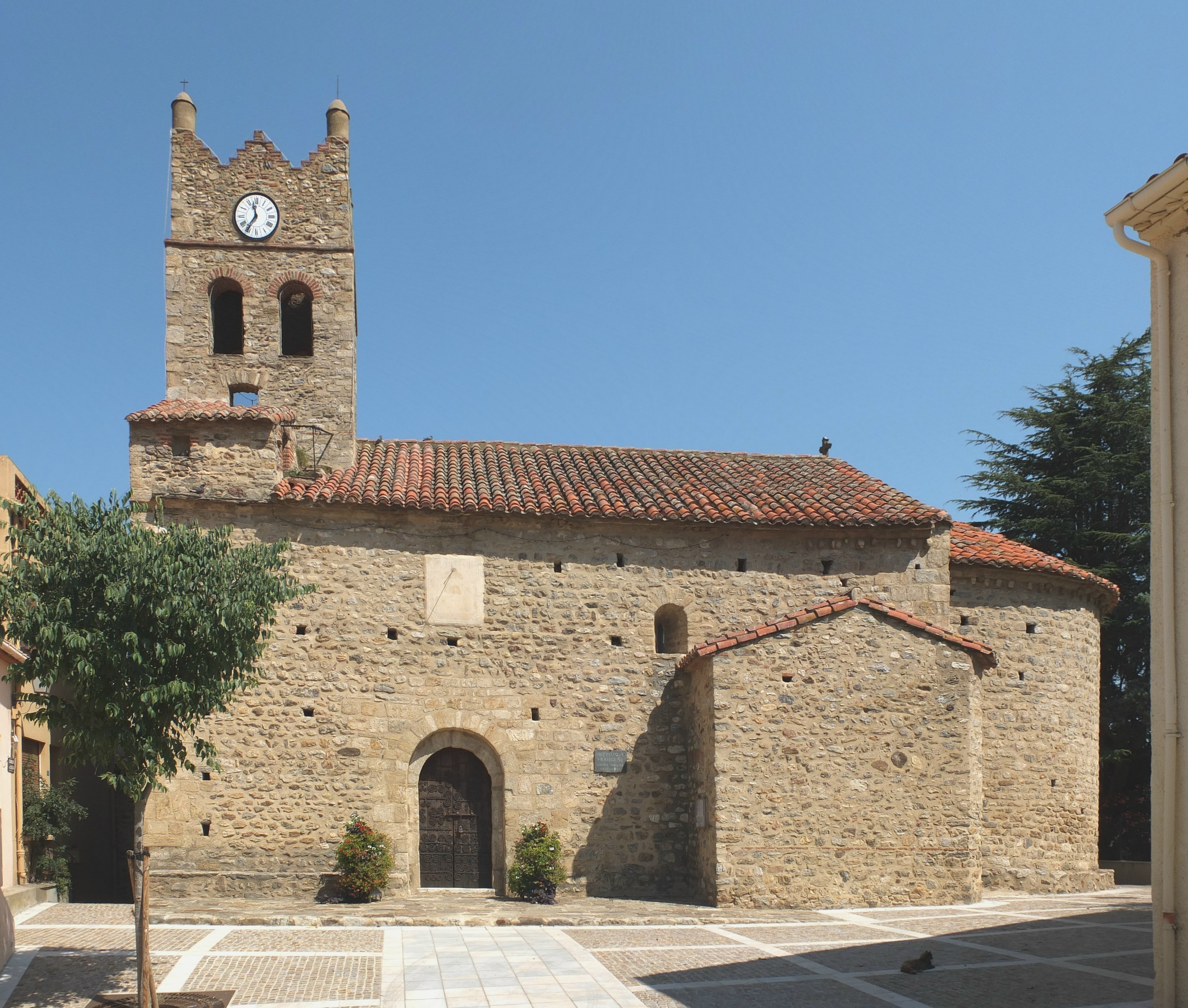
Église Saint-Étienne